# OFO 1
OFO 1 (Orbiting Frog Otolith) war ein Satellit der US-amerikanischen Weltraumbehörde NASA.

## Aufbau

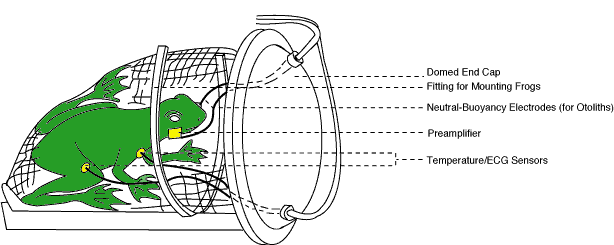
Schematische Zeichnung, wie ein mit Elektroden ausgestatteter Ochsenfrosch in der Zentrifuge des OFO 1 sitzt

Der Satellit hatte eine Länge von 1,68 m und einen Durchmesser von 76 cm. An Bord befanden sich zwei Ochsenfrösche innerhalb eines biologisch-medizinischen Experimentes zur Erforschung des Otolithen in dem Satelliten, da die Otolithen des Ochsenfrosches dem des Menschen sehr ähnlich sind. Den Fröschen waren Elektroden in die vestibulären Nerven implantiert worden. Sie waren in einer kleinen Zentrifuge untergebracht um verschiedene Schwerkraftzustände zu simulieren. Die Zentrifugen wurde per Funkbefehl von der Erde aus in Gang gesetzt.

## Mission
Nach dem erfolgreichen Start wurden die biometrischen Daten der Frösche mit einer Vergleichsgruppe auf der Erde abgeglichen. Drei Tage nach Erreichen der Umlaufbahn hatten sich die Reaktionen der Tiere auf unterschiedliche Schwerkraftzustände angeglichen. Nach sechs Tagen starben die Versuchstiere unerwartet. Nach 181 Tagen verglühte OFO 1 in der Atmosphäre.
Zusätzlich an Bord der Rakete befand sich die Nutzlast RM-1, die aus Messgeräten zur Bestimmung der Dichte und Energie von Mikrometeoriten bestand und mit in die vierte Stufe der Scout-Rakete integriert war.